# Klippitztörl
Das Klippitztörl bezeichnet eine Ortschaft, eine Passstraße sowie ein Skigebiet auf der Saualpe in Kärnten.
Die Ortschaft gehört zur Stadtgemeinde Wolfsberg. Der Name des Passes geht auf slowenisch hlip, früher: 'der Luftstrom, der Hauch, der Windzug', heute 'Luft' (veraltet), zurück und weist offensichtlich auf die windige Lage des Bergübergangs hin. Die Landesstraße über das Klippitztörl verbindet den Bezirk Wolfsberg mit dem Bezirk St. Veit. Die 28 km lange Passstraße zweigt südlich von Bad St. Leonhard von der Obdacher Straße (B 78) in Richtung Westen ab und führt über den Scheitelpunkt am Klippitztörl in 1644 m Seehöhe und die Ortschaft Lölling Graben bis zur Görtschitztal-Straße (B 92) südlich von Hüttenberg.

## Skigebiet

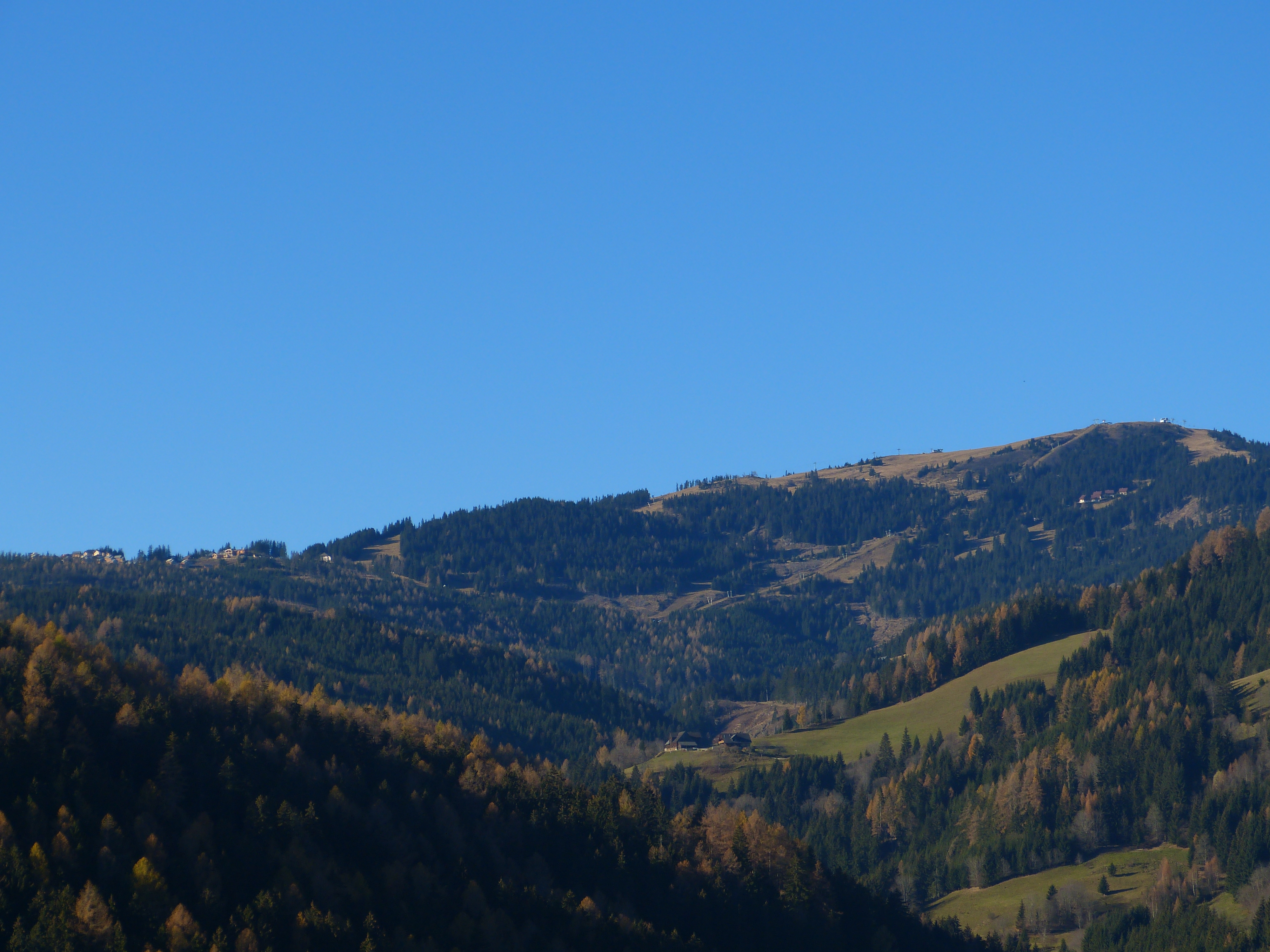
Hohenwart (rechts Gipfel, 1818 m), von Lavanttaler Seite
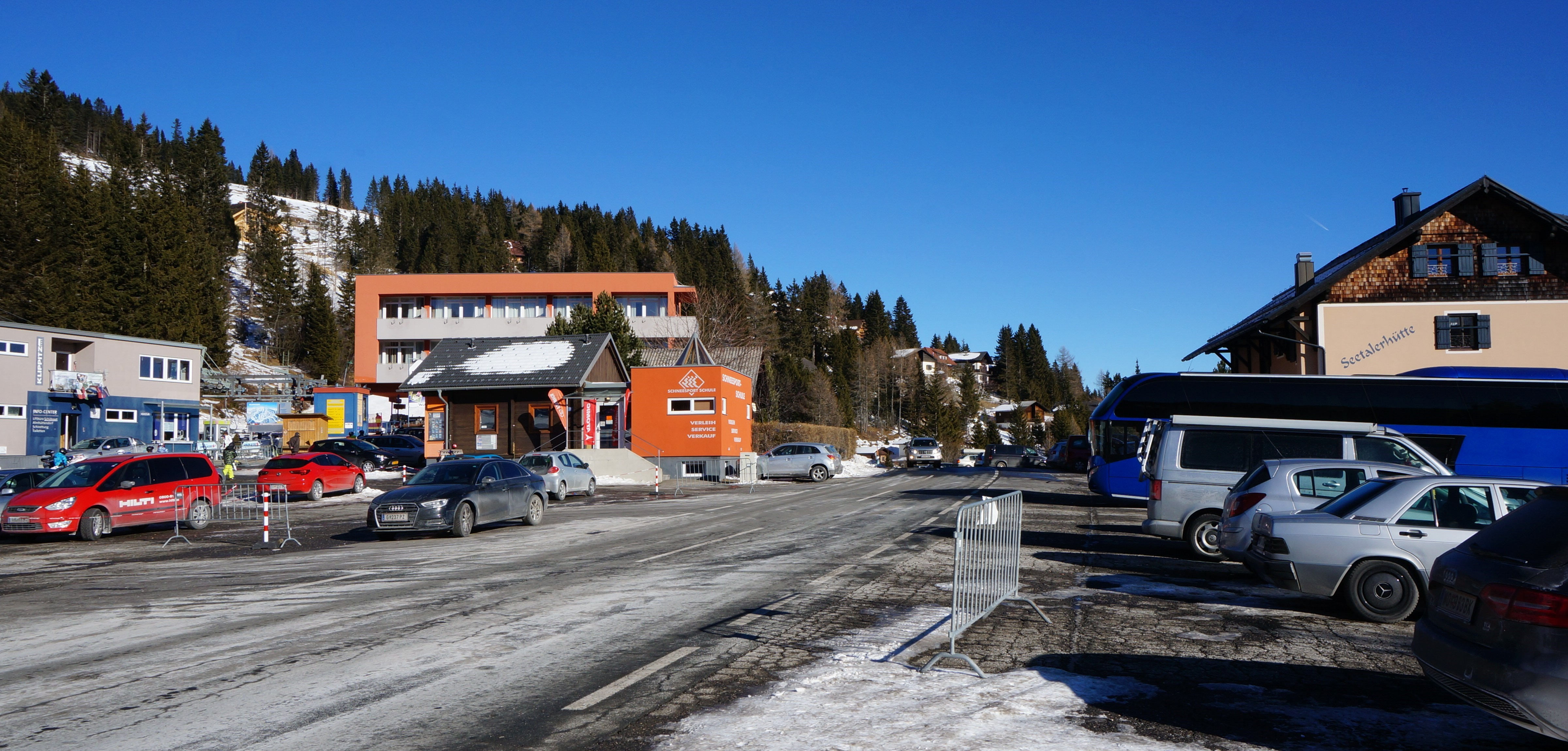
Ortskern
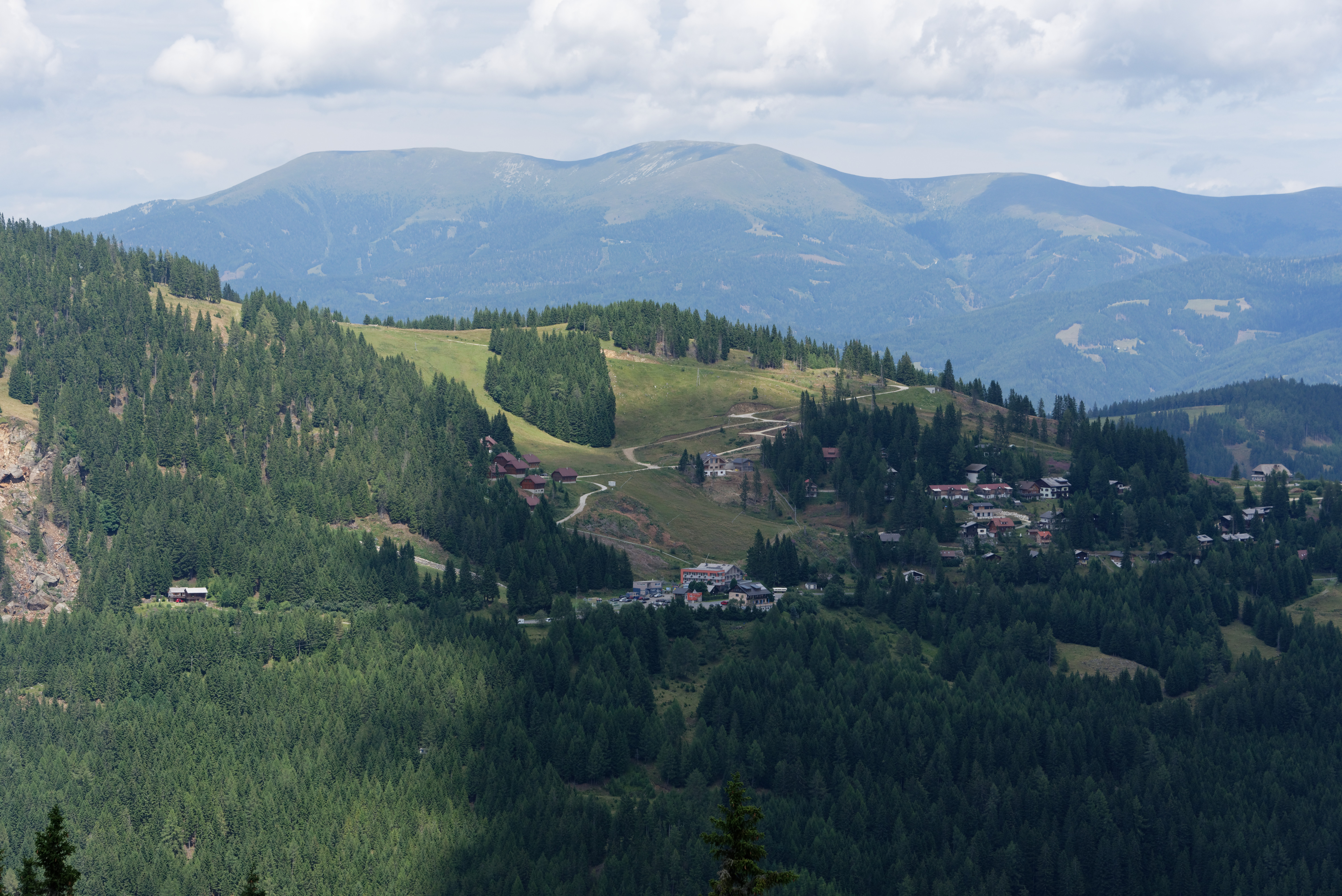
Blick auf die Ortschaft Klippitztörl vom Geierkogel
Bergstation Klippitztörl mit Lift und Sommerrodelbahn

Das Skigebiet auf der Passhöhe umfasst drei Schlepplifte, je einen Zweier- und Vierersessellift sowie zehn blaue und drei rote Pisten am Hohenwart (1818 m). Entlang der Passstraße werden Almhütten, Ferienhäuser und Hotels für die Übernachtung angeboten.

## Sommertourismus
Im Sommer bietet das Klippitztörl ein weit verzweigtes Wanderwegenetz mit vielen bewirtschafteten Almhütten und Restaurants und einer Naturfreundehütte, dem Klippitztörlhaus. Als besondere Attraktionen gelten eine Sommerrodelbahn und ab Juni 2011 ein Seilgarten. Über das Klippitztörl führen der Eisenwurzenweg und der Panoramaweg Südalpen.